# Первая лига Украины по футболу 2016/2017
Первая лига Украины по футболу 2016/2017 — 26-й сезон Чемпионата Украины по футболу среди представителей Первой лиги.

## Состав участников
| Клуб              | Город           | Стадион               | Вместимость |
| ----------------- | --------------- | --------------------- | ----------- |
| Арсенал           | Киев            | Колос (Борисполь)     | 5 654       |
| Авангард          | Краматорск      | Авангард              | 4 000       |
| Буковина          | Черновцы        | Буковина              | 12 000      |
| Верес             | Ровно           | Авангард              | 4 500       |
| Гелиос            | Харьков         | Солнечный             | 5 000       |
| Горняк-Спорт      | Горишние Плавни | Юность                | 2 500       |
| Десна             | Чернигов        | Им. Ю. Гагарина       | 12 060      |
| Ильичёвец         | Мариуполь       | Ильичёвец             | 12 680      |
| Ингулец           | Петрово         | Ингулец               | 1 720       |
| Колос             | Ковалёвка       | Колос                 | 1 020       |
| Нефтяник-Укрнефть | Ахтырка         | Нефтяник              | 5 256       |
| Николаев          | Николаев        | Центральный городской | 16 700      |
| Оболонь-Бровар    | Киев            | Оболонь-Арена         | 5 100       |
| Полтава           | Полтава         | Локомотив             | 3 700       |
| Сумы              | Сумы            | Юбилейный             | 25 830      |
| Скала             | Стрый           | Сокол                 | 7 000       |
| Тернополь         | Тернополь       | Городской             | 16 450      |
| Черкасский Днепр  | Черкассы        | Центральный           | 10 340      |

- — Выбывание из Премьер-лиги
- — Выход из второй лиги

## Региональное распределение
| Регион                 | Кол-во | Участники                   |
| ---------------------- | ------ | --------------------------- |
| Донецкая область       | 2      | Авангард, Ильичёвец         |
| Полтавская область     | 2      | ФК Полтава, Горняк-Спорт    |
| Сумская область        | 2      | Нефтяник-Укрнефть, ПФК Сумы |
| Киев                   | 2      | Оболонь-Бровар, Арсенал     |
| Киевская область       | 1      | Колос                       |
| Кировоградская область | 1      | Ингулец                     |
| Львовская область      | 1      | Скала                       |
| Ровненская область     | 1      | Верес                       |
| Тернопольская область  | 1      | ФК Тернополь                |
| Николаевская область   | 1      | МФК Николаев                |
| Харьковская область    | 1      | Гелиос                      |
| Черновицкая область    | 1      | Буковина                    |
| Черниговская область   | 1      | Десна                       |
| Черкасская область     | 1      | Черкасский Днепр            |

| Ахтырка | Киев | Ковалёвка | Горишние Плавни | Краматорск | Мариуполь | Борисполь          |
| --- | --- | --- | --- | --- | --- | ------------------ |
| Нефтяник | Оболонь-Арена | Колос | Юность | Авангард | Ильичёвец | Колос              |
| Вместимость: 5,526 | Вместимость: 5,100 | Вместимость: 1,020 | Вместимость: 2,500 | Вместимость: 4,000 | Вместимость: 12,680 | Вместимость: 5,650 |
| | | | | | |                    |
| Тернополь | \| Арсенал Ингулец Гелиос Авангард Нефтяник-Укрнефть Буковина Оболонь-Бровар Николаев Сумы Полтава Десна Колос Тернополь Горняк-Спорт Ильичёвец Верес Черкасский Днепр СкалаМестоположение стадионов участников первой лиги 2016/2017 \| | \| Арсенал Ингулец Гелиос Авангард Нефтяник-Укрнефть Буковина Оболонь-Бровар Николаев Сумы Полтава Десна Колос Тернополь Горняк-Спорт Ильичёвец Верес Черкасский Днепр СкалаМестоположение стадионов участников первой лиги 2016/2017 \| | \| Арсенал Ингулец Гелиос Авангард Нефтяник-Укрнефть Буковина Оболонь-Бровар Николаев Сумы Полтава Десна Колос Тернополь Горняк-Спорт Ильичёвец Верес Черкасский Днепр СкалаМестоположение стадионов участников первой лиги 2016/2017 \| | \| Арсенал Ингулец Гелиос Авангард Нефтяник-Укрнефть Буковина Оболонь-Бровар Николаев Сумы Полтава Десна Колос Тернополь Горняк-Спорт Ильичёвец Верес Черкасский Днепр СкалаМестоположение стадионов участников первой лиги 2016/2017 \| | \| Арсенал Ингулец Гелиос Авангард Нефтяник-Укрнефть Буковина Оболонь-Бровар Николаев Сумы Полтава Десна Колос Тернополь Горняк-Спорт Ильичёвец Верес Черкасский Днепр СкалаМестоположение стадионов участников первой лиги 2016/2017 \| | Петрово            |
| Городской | \| Арсенал Ингулец Гелиос Авангард Нефтяник-Укрнефть Буковина Оболонь-Бровар Николаев Сумы Полтава Десна Колос Тернополь Горняк-Спорт Ильичёвец Верес Черкасский Днепр СкалаМестоположение стадионов участников первой лиги 2016/2017 \| | \| Арсенал Ингулец Гелиос Авангард Нефтяник-Укрнефть Буковина Оболонь-Бровар Николаев Сумы Полтава Десна Колос Тернополь Горняк-Спорт Ильичёвец Верес Черкасский Днепр СкалаМестоположение стадионов участников первой лиги 2016/2017 \| | \| Арсенал Ингулец Гелиос Авангард Нефтяник-Укрнефть Буковина Оболонь-Бровар Николаев Сумы Полтава Десна Колос Тернополь Горняк-Спорт Ильичёвец Верес Черкасский Днепр СкалаМестоположение стадионов участников первой лиги 2016/2017 \| | \| Арсенал Ингулец Гелиос Авангард Нефтяник-Укрнефть Буковина Оболонь-Бровар Николаев Сумы Полтава Десна Колос Тернополь Горняк-Спорт Ильичёвец Верес Черкасский Днепр СкалаМестоположение стадионов участников первой лиги 2016/2017 \| | \| Арсенал Ингулец Гелиос Авангард Нефтяник-Укрнефть Буковина Оболонь-Бровар Николаев Сумы Полтава Десна Колос Тернополь Горняк-Спорт Ильичёвец Верес Черкасский Днепр СкалаМестоположение стадионов участников первой лиги 2016/2017 \| | Ингулец            |
| Вместимость: 16,450 | \| Арсенал Ингулец Гелиос Авангард Нефтяник-Укрнефть Буковина Оболонь-Бровар Николаев Сумы Полтава Десна Колос Тернополь Горняк-Спорт Ильичёвец Верес Черкасский Днепр СкалаМестоположение стадионов участников первой лиги 2016/2017 \| | \| Арсенал Ингулец Гелиос Авангард Нефтяник-Укрнефть Буковина Оболонь-Бровар Николаев Сумы Полтава Десна Колос Тернополь Горняк-Спорт Ильичёвец Верес Черкасский Днепр СкалаМестоположение стадионов участников первой лиги 2016/2017 \| | \| Арсенал Ингулец Гелиос Авангард Нефтяник-Укрнефть Буковина Оболонь-Бровар Николаев Сумы Полтава Десна Колос Тернополь Горняк-Спорт Ильичёвец Верес Черкасский Днепр СкалаМестоположение стадионов участников первой лиги 2016/2017 \| | \| Арсенал Ингулец Гелиос Авангард Нефтяник-Укрнефть Буковина Оболонь-Бровар Николаев Сумы Полтава Десна Колос Тернополь Горняк-Спорт Ильичёвец Верес Черкасский Днепр СкалаМестоположение стадионов участников первой лиги 2016/2017 \| | \| Арсенал Ингулец Гелиос Авангард Нефтяник-Укрнефть Буковина Оболонь-Бровар Николаев Сумы Полтава Десна Колос Тернополь Горняк-Спорт Ильичёвец Верес Черкасский Днепр СкалаМестоположение стадионов участников первой лиги 2016/2017 \| | Вместимость: 1,720 |
| | \| Арсенал Ингулец Гелиос Авангард Нефтяник-Укрнефть Буковина Оболонь-Бровар Николаев Сумы Полтава Десна Колос Тернополь Горняк-Спорт Ильичёвец Верес Черкасский Днепр СкалаМестоположение стадионов участников первой лиги 2016/2017 \| | \| Арсенал Ингулец Гелиос Авангард Нефтяник-Укрнефть Буковина Оболонь-Бровар Николаев Сумы Полтава Десна Колос Тернополь Горняк-Спорт Ильичёвец Верес Черкасский Днепр СкалаМестоположение стадионов участников первой лиги 2016/2017 \| | \| Арсенал Ингулец Гелиос Авангард Нефтяник-Укрнефть Буковина Оболонь-Бровар Николаев Сумы Полтава Десна Колос Тернополь Горняк-Спорт Ильичёвец Верес Черкасский Днепр СкалаМестоположение стадионов участников первой лиги 2016/2017 \| | \| Арсенал Ингулец Гелиос Авангард Нефтяник-Укрнефть Буковина Оболонь-Бровар Николаев Сумы Полтава Десна Колос Тернополь Горняк-Спорт Ильичёвец Верес Черкасский Днепр СкалаМестоположение стадионов участников первой лиги 2016/2017 \| | \| Арсенал Ингулец Гелиос Авангард Нефтяник-Укрнефть Буковина Оболонь-Бровар Николаев Сумы Полтава Десна Колос Тернополь Горняк-Спорт Ильичёвец Верес Черкасский Днепр СкалаМестоположение стадионов участников первой лиги 2016/2017 \| |                    |
| Николаев | \| Арсенал Ингулец Гелиос Авангард Нефтяник-Укрнефть Буковина Оболонь-Бровар Николаев Сумы Полтава Десна Колос Тернополь Горняк-Спорт Ильичёвец Верес Черкасский Днепр СкалаМестоположение стадионов участников первой лиги 2016/2017 \| | \| Арсенал Ингулец Гелиос Авангард Нефтяник-Укрнефть Буковина Оболонь-Бровар Николаев Сумы Полтава Десна Колос Тернополь Горняк-Спорт Ильичёвец Верес Черкасский Днепр СкалаМестоположение стадионов участников первой лиги 2016/2017 \| | \| Арсенал Ингулец Гелиос Авангард Нефтяник-Укрнефть Буковина Оболонь-Бровар Николаев Сумы Полтава Десна Колос Тернополь Горняк-Спорт Ильичёвец Верес Черкасский Днепр СкалаМестоположение стадионов участников первой лиги 2016/2017 \| | \| Арсенал Ингулец Гелиос Авангард Нефтяник-Укрнефть Буковина Оболонь-Бровар Николаев Сумы Полтава Десна Колос Тернополь Горняк-Спорт Ильичёвец Верес Черкасский Днепр СкалаМестоположение стадионов участников первой лиги 2016/2017 \| | \| Арсенал Ингулец Гелиос Авангард Нефтяник-Укрнефть Буковина Оболонь-Бровар Николаев Сумы Полтава Десна Колос Тернополь Горняк-Спорт Ильичёвец Верес Черкасский Днепр СкалаМестоположение стадионов участников первой лиги 2016/2017 \| | Полтава            |
| Центральный городской | \| Арсенал Ингулец Гелиос Авангард Нефтяник-Укрнефть Буковина Оболонь-Бровар Николаев Сумы Полтава Десна Колос Тернополь Горняк-Спорт Ильичёвец Верес Черкасский Днепр СкалаМестоположение стадионов участников первой лиги 2016/2017 \| | \| Арсенал Ингулец Гелиос Авангард Нефтяник-Укрнефть Буковина Оболонь-Бровар Николаев Сумы Полтава Десна Колос Тернополь Горняк-Спорт Ильичёвец Верес Черкасский Днепр СкалаМестоположение стадионов участников первой лиги 2016/2017 \| | \| Арсенал Ингулец Гелиос Авангард Нефтяник-Укрнефть Буковина Оболонь-Бровар Николаев Сумы Полтава Десна Колос Тернополь Горняк-Спорт Ильичёвец Верес Черкасский Днепр СкалаМестоположение стадионов участников первой лиги 2016/2017 \| | \| Арсенал Ингулец Гелиос Авангард Нефтяник-Укрнефть Буковина Оболонь-Бровар Николаев Сумы Полтава Десна Колос Тернополь Горняк-Спорт Ильичёвец Верес Черкасский Днепр СкалаМестоположение стадионов участников первой лиги 2016/2017 \| | \| Арсенал Ингулец Гелиос Авангард Нефтяник-Укрнефть Буковина Оболонь-Бровар Николаев Сумы Полтава Десна Колос Тернополь Горняк-Спорт Ильичёвец Верес Черкасский Днепр СкалаМестоположение стадионов участников первой лиги 2016/2017 \| | Локомотив          |
| Вместимость: 16,700 | \| Арсенал Ингулец Гелиос Авангард Нефтяник-Укрнефть Буковина Оболонь-Бровар Николаев Сумы Полтава Десна Колос Тернополь Горняк-Спорт Ильичёвец Верес Черкасский Днепр СкалаМестоположение стадионов участников первой лиги 2016/2017 \| | \| Арсенал Ингулец Гелиос Авангард Нефтяник-Укрнефть Буковина Оболонь-Бровар Николаев Сумы Полтава Десна Колос Тернополь Горняк-Спорт Ильичёвец Верес Черкасский Днепр СкалаМестоположение стадионов участников первой лиги 2016/2017 \| | \| Арсенал Ингулец Гелиос Авангард Нефтяник-Укрнефть Буковина Оболонь-Бровар Николаев Сумы Полтава Десна Колос Тернополь Горняк-Спорт Ильичёвец Верес Черкасский Днепр СкалаМестоположение стадионов участников первой лиги 2016/2017 \| | \| Арсенал Ингулец Гелиос Авангард Нефтяник-Укрнефть Буковина Оболонь-Бровар Николаев Сумы Полтава Десна Колос Тернополь Горняк-Спорт Ильичёвец Верес Черкасский Днепр СкалаМестоположение стадионов участников первой лиги 2016/2017 \| | \| Арсенал Ингулец Гелиос Авангард Нефтяник-Укрнефть Буковина Оболонь-Бровар Николаев Сумы Полтава Десна Колос Тернополь Горняк-Спорт Ильичёвец Верес Черкасский Днепр СкалаМестоположение стадионов участников первой лиги 2016/2017 \| | Вместимость: 3,700 |
| | \| Арсенал Ингулец Гелиос Авангард Нефтяник-Укрнефть Буковина Оболонь-Бровар Николаев Сумы Полтава Десна Колос Тернополь Горняк-Спорт Ильичёвец Верес Черкасский Днепр СкалаМестоположение стадионов участников первой лиги 2016/2017 \| | \| Арсенал Ингулец Гелиос Авангард Нефтяник-Укрнефть Буковина Оболонь-Бровар Николаев Сумы Полтава Десна Колос Тернополь Горняк-Спорт Ильичёвец Верес Черкасский Днепр СкалаМестоположение стадионов участников первой лиги 2016/2017 \| | \| Арсенал Ингулец Гелиос Авангард Нефтяник-Укрнефть Буковина Оболонь-Бровар Николаев Сумы Полтава Десна Колос Тернополь Горняк-Спорт Ильичёвец Верес Черкасский Днепр СкалаМестоположение стадионов участников первой лиги 2016/2017 \| | \| Арсенал Ингулец Гелиос Авангард Нефтяник-Укрнефть Буковина Оболонь-Бровар Николаев Сумы Полтава Десна Колос Тернополь Горняк-Спорт Ильичёвец Верес Черкасский Днепр СкалаМестоположение стадионов участников первой лиги 2016/2017 \| | \| Арсенал Ингулец Гелиос Авангард Нефтяник-Укрнефть Буковина Оболонь-Бровар Николаев Сумы Полтава Десна Колос Тернополь Горняк-Спорт Ильичёвец Верес Черкасский Днепр СкалаМестоположение стадионов участников первой лиги 2016/2017 \| |                    |
| Сумы | Харьков | Черновцы | Черкассы | Чернигов | Ровно | Стрый              |
| Юбилейный | Солнечный | Буковина | Центральный | Им. Ю. Гагарина | Авангард | Сокол              |
| Вместимость: 25,830 | Вместимость: 5,000 | Вместимость: 12,000 | Вместимость: 10,340 | Вместимость: 12,060 | Вместимость: 4,500 (20,000) | Вместимость: 7,000 |
| | | | | | |                    |
| Арсенал Ингулец Гелиос Авангард Нефтяник-Укрнефть Буковина Оболонь-Бровар Николаев Сумы Полтава Десна Колос Тернополь Горняк-Спорт Ильичёвец Верес Черкасский Днепр СкалаМестоположение стадионов участников первой лиги 2016/2017 | | | | | |                    |

| Арсенал Ингулец Гелиос Авангард Нефтяник-Укрнефть Буковина Оболонь-Бровар Николаев Сумы Полтава Десна Колос Тернополь Горняк-Спорт Ильичёвец Верес Черкасский Днепр СкалаМестоположение стадионов участников первой лиги 2016/2017 |

## Турнирная таблица
| М  | Команда                          | И  | В  | Н  | П  | Мячи    | ±   | О     | Примечания                                           |
| -- | -------------------------------- | -- | -- | -- | -- | ------- | --- | ----- | ---------------------------------------------------- |
|    | «Ильичёвец» (Мариуполь)          | 34 | 25 | 6  | 3  | 61 − 21 | +40 | 81    | Выход в Премьер-лигу 2017/2018                       |
|    | «Десна» (Чернигов)               | 34 | 22 | 8  | 4  | 55 − 23 | +32 | 74 \| |                                                      |
|    | «Верес» (Ровно)                  | 34 | 20 | 7  | 7  | 62 − 32 | +30 | 67 \| |                                                      |
| 4  | «Гелиос» (Харьков)               | 34 | 16 | 10 | 8  | 31 − 22 | +9  | 58 \| |                                                      |
| 5  | «Колос» (Ковалёвка)              | 34 | 16 | 9  | 9  | 52 − 38 | +14 | 57 \| |                                                      |
| 6  | «Нефтяник-Укрнефть» (Ахтырка)    | 34 | 15 | 9  | 10 | 47 − 29 | +18 | 54 \| |                                                      |
| 7  | «Авангард» (Краматорск)          | 34 | 14 | 10 | 10 | 32 − 28 | +4  | 52 \| |                                                      |
| 8  | «Черкасский Днепр» (Черкассы)    | 34 | 12 | 12 | 10 | 30 − 29 | +1  | 48 \| |                                                      |
| 9  | «Оболонь-Бровар» (Киев)          | 34 | 12 | 9  | 13 | 37 − 37 | 0   | 45 \| |                                                      |
| 10 | «Арсенал» (Киев)                 | 34 | 12 | 9  | 13 | 38 − 39 | −1  | 45 \| |                                                      |
| 11 | «Горняк-Спорт» (Горишние Плавни) | 34 | 12 | 7  | 15 | 47 − 54 | −7  | 43 \| |                                                      |
| 12 | «Полтава»                        | 34 | 13 | 4  | 17 | 33 − 43 | −10 | 39 \| |                                                      |
| 13 | «Ингулец» (Петрово)              | 34 | 10 | 8  | 16 | 33 − 43 | −10 | 38 \| |                                                      |
| 14 | «Николаев»                       | 34 | 11 | 4  | 19 | 35 − 44 | −9  | 37 \| |                                                      |
| 15 | «Сумы»                           | 34 | 8  | 12 | 14 | 34 − 44 | −10 | 36    | Плей-офф за сохранение места в Первой лиге 2017/2018 |
| 16 | «Буковина»                       | 34 | 8  | 9  | 17 | 27 − 40 | −13 | 33    | Выбывание во Вторую лигу 2017/2018                   |
| 17 | «Скала» (Стрый)                  | 34 | 5  | 5  | 24 | 25 − 58 | −33 | 20    | Выбывание во Вторую лигу 2017/2018                   |
| 18 | «Тернополь»                      | 34 | 3  | 6  | 25 | 17 − 70 | −53 | 15    | Выбывание во Вторую лигу 2017/2018                   |

И — игры, В — выигрыши, Н — ничьи, П — проигрыши, Мячи — забитые и пропущенные голы, ± — разница голов, О — очки

Приоритет: 1) очки; 2) разница голов; 3) Забитые голы; 4) Рейтинг честной игры
- За неявку на матч «Ильичёвец» (Мариуполь) — ФК «Тернополь» команде «Тернополь» засчитано техническое поражение (0:3), а команде «Ильичёвец» победу (3:0) в соответствии с решением КДК ФФУ от 1.11.2016 года.
- «Полтава» лишена 3 очков в соответствии с решением КДК ФФУ от 12 января 2017 года. Архивная копия от 13 января 2017 на Wayback Machine

## Составы

### Тренеры и капитаны
| Команда           | Тренер                | Капитан               |
| ----------------- | --------------------- | --------------------- |
| Авангард          | Александр Косевич     | Дмитрий Швец          |
| Арсенал-Киев      | Сергей Литовченко     | Вячеслав Турчанов     |
| Буковина          | Олег Ратий            | Александр Темеривский |
| Верес             | Владимир Мазяр        | Сергей Борзенко       |
| Гелиос            | Сергей Сизихин        | Сергей Лобойко        |
| Горняк-Спорт      | Сергей Пучков         | Владимир Корольков    |
| Десна             | Александр Рябоконь    | Вадим Мельник         |
| Ингулец           | Сергей Лавриненко     | Евгений Запорожец     |
| Ильичёвец         | Александр Севидов     | Рустам Худжамов       |
| Колос             | Руслан Костышин       | Сергей Козырь         |
| Нефтяник-Укрнефть | Владимир Кныш         | Леонид Бояринцев      |
| Николаев          | Руслан Забранский     | Юрий Булычёв          |
| Оболонь-Бровар    | Олег Мазуренко        | Андрей Корнев         |
| Полтава           | Владимир Прокопиненко | Владислав Насибулин   |
| Сумы              | Анатолий Бессмертный  | Дмитрий Богачёв       |
| Скала             | Роман Гнатив          | Юрий Антонив          |
| Тернополь         | Пётр Бадло            | Игорь Курило          |
| Черкасский Днепр  | Вадим Евтушенко       | Олег Тарасенко        |

### Иностранцы
Список иностранных футболистов, выступающих в командах Первой лиги в сезоне 2016/17
| #  | Футболист         | Команда           | Возраст | Амплуа | Матчи | Минуты | Голы | Стаж в сборных             |
| -- | ----------------- | ----------------- | ------- | ------ | ----- | ------ | ---- | -------------------------- |
| 1  | Барнор Брайт      | Скала/Верес       | 22      | M      | 7     | 204    | 0    |                            |
| 2  | Роже Гомис        | Ильичёвец         | 22      | CM     | 4     | 212    | 0    | U17 3/0, U20 2/0           |
| 3  | Давид Джанелидзе  | Ингулец           | 27      | FW     | 7     | 387    | 0    | Нет.                       |
| 4  | Ахлетдин Исраилов | Черкасский Днепр  | 22      | CM     | 7     | 390    | 1    | А 10/2, U21 12/1           |
| 5  | Лука Коберидзе    | Десна             | 22      | CM     | 26    | 2031   | 1    | Нет.                       |
| 6  | Гиорги Кобуладзе  | Ингулец           | 20      | M      | 0     | 0      | 0    | Нет.                       |
| 7  | Пакоме Маури      | Николаев          | 27      | FW     | 10    | 443    | 0    | Нет.                       |
| 8  | Келвин Нвамора    | Ингулец           | 23      | FW     | 19    | 895    | 4    | Нет.                       |
| 9  | Владислав Нехтий  | Ильичёвец/Полтава | 25      | FW     | 23    | 1601   | 3    | U18 2/0, U19 5/0 (Украина) |
| 10 | Ника Сичинава     | Ингулец           | 22      | FW     | 25    | 1576   | 5    | Нет.                       |
| 11 | Шаян Тагави       | Арсенал-Киев      | 24      | LB     | 5     | 178    | 0    | Нет.                       |
| 12 | Арман Кен Элла    | Ингулец           | 24      | FW     | 10    | 662    | 0    | U20 8/4                    |

Расшифровка позиций
| CM | Центральный полузащитник | FW | Нападающий | LB | Левый защитник | M | Полузащитник |

### Тренерские изменения
| Клуб             | Ушедший тренер            | Причина ухода               | Должность вакантна | Место в таблице      | Новый тренер              | Дата назначения  |
| ---------------- | ------------------------- | --------------------------- | ------------------ | -------------------- | ------------------------- | ---------------- |
| Буковина         | Виктор Мглинец            | Подал в отставку            | 29 мая 2016        | Перед началом сезона | Сергей Шищенко            | 29 июня 2016     |
| Тернополь        | Василий Ивегеш            | Работа с юношеской командой | 30 июня 2016       | Перед началом сезона | Иван Марущак              | 1 июля 2016      |
| Ингулец          | Эдуард Хавров             | Уволен(5)                   | 21 августа 2016    | 16-е                 | Сергей Лавриненко         | 31 августа 2016  |
| Полтава          | Анатолий Бессмертный      | Уволен                      | 5 сентября 2016    | 13-е                 | Андрей Завьялов (и. о.)   | 5 сентября 2016  |
| Авангард         | Яков Крипак               | По собственному желанию     | 9 сентября 2016    | 15-е                 | Александр Косевич         | 9 сентября 2016  |
| Сумы             | Юрий Ярошенко             | Уволен                      | 5 сентября 2016    | 14-е                 | Павел Кикоть              | 16 сентября 2016 |
| Тернополь        | Иван Марущак              | Уволен                      | 16 сентября 2016   | 18-е                 | Василий Матвийкив (и. о.) | 16 сентября 2016 |
| Полтава          | Андрей Завьялов (и. о.)   | Окончание периода и. о.     | 21 сентября 2016   | 11-е                 | Юрий Ярошенко             | 21 сентября 2016 |
| Черкасский Днепр | Игорь Столовицкий         | Уволен                      | 23 сентября 2016   | 6-е                  | Александр Кирилюк (и. о.) | 23 сентября 2016 |
| Оболонь-Бровар   | Сергей Солдатов           | Уволен                      | 24 октября 2016    | 10-е                 | Олег Мазуренко            | 24 октября 2016  |
| Горняк-Спорт     | Игорь Жабченко            | Подал в отставку            | 25 ноября 2016     | 15-е                 | Сергей Пучков             | 21 декабря 2016  |
| Черкасский Днепр | Александр Кирилюк (и. о.) | Окончание периода и. о.     | 26 ноября 2016     | 7-е                  | Вадим Евтушенко           | 26 ноября 2016   |
| Буковина         | Сергей Шищенко            | Подал в отставку            | 28 декабря 2016    | 14-е                 | Олег Ратий                | 5 февраля 2017   |
| Скала            | Василий Малык             | Распущен тренерский штаб    | 11 января 2017     | 17-е                 | Роман Гнатив              | 27 января 2017   |
| Тернополь        | Василий Матвийкив (и. о.) | Окончание периода и. о.     | 12 января 2017     | 18-е                 | Роман Максимюк            | 12 января 2017   |
| Тернополь        | Роман Максимюк            | По собственному желанию     | 18 января 2017     | 18-е                 | Василий Матвийкив (и. о.) | 18 января 2017   |
| Сумы             | Павел Кикоть              | Окончание периода и. о.     | 25 января 2017     | 16-е                 | Владимир Лютый            | 25 января 2017   |
| Сумы             | Владимир Лютый            | Подал в отставку            | 1 марта 2017       | 16-е                 | Анатолий Бессмертный      | 1 марта 2017     |
| Тернополь        | Василий Матвийкив (и. о.) | Окончание периода и. о.     | 2 мая 2017         | 18-е                 | Пётр Бадло                | 2 мая 2017       |
| Полтава          | Юрий Ярошенко             | Уволен                      | 5 мая 2017         | 11-е                 | Владимир Прокопиненко     | 6 мая 2017       |

Примечания:
- ↑  Эдуард Хавров продолжал выполнять обязанности главного тренера, пока замена ему не была найдена.[26]

### Составы команд, занявших призовые места
| Состав победителя турнира, команды «Ильичёвец» (Мариуполь) |
| --- |
| Денис Кожанов (31 игра / 8 забитых голов), Дмитрий Мишнёв (30 / 6), Виталий Кольцов (30 / 3), Александр Насонов (30), Руслан Кисиль (29 / 17), Сергей Вакуленко (26 / 5), Иван Цюпа (25), Игорь Тищенко (22 / 2), Рустам Худжамов (21 / -11), Руслан Фомин (20 / 9), Кирилл Сидоренко (19 / 1), Александр Лебеденко (18 / 2), Сергей Яворский (13), Евгений Гальчук (12 / -10), Александр Мигунов (11), Игорь Дуць (10), Александр Козак (10), Владислав Нехтий (10), Кирилл Дорошенко (10), Евгений Неплях (9), Артур Новотрясов (9), Ринар Валеев (9), Сергей Рудыка (7), Константин Ярошенко (7), Дмитрий Иванисеня (6), Олег Мищенко (6 / 1), Николай Буй (5), Роже Гомис (4), Иван Янаков (3), Сергей Горбунов (2 / 1), Михаил Пыско (2), Максим Жичиков (1), Артур Авагимян (1) |
| Главный тренер — Александр Севидов, тренеры — Александр Мартюк, Сергей Золотницкий |

| Состав серебряного призёра турнира, команды «Десна» (Чернигов) |
| --- |
| Егор Картушов (34 игры / 4 забитых гола), Андрей Мостовой (32), Константин Махновский (31 / -21), Денис Фаворов (30 / 5), Вадим Мельник (29 / 6), Александр Волков (28 / 4), Александр Черноморец (27), Евгений Чепурненко (26 / 6), Максим Максименко (26 / 2), Лука Коберидзе (26 / 1), Александр Филиппов (23 / 11), Павел Щедраков (23), Вадим Бовтрук (21 / 1), Максим Банасевич (18 / 3), Антон Братков (16), Леван Арвеладзе (12 / 4), Игорь Кириенко (12 / 1), Богдан Мышенко (11), Владимир Лысенко (10 / 4), Илья Коваленко (8 / 2), Денис Галенков (7), Игорь Солдат (7), Олег Шевченко (3 / -2), Александр Головко (3), Вячеслав Акимов (3), Рудольф Сухомлинов (3), Артём Грищенко (2) |
| Главный тренер — Александр Рябоконь, тренеры — Александр Приходько, Юрий Овчаров, Олег Томашевский |

| Состав бронзового призёра турнира, команды «Верес» (Ровно) |
| --- |
| Артур Западня (34 игры), Сергей Борзенко (33 игры / 7 забитых голов), Руслан Степанюк (33 / 24), Сергей Герасимец (32 / 4), Валерий Кучеров (32), Алексей Зозуля (31), Антон Котляр (29 / 2), Дмитрий Козьбан (28 / 3), Борис Орловский (27 / 2), Игорь Сикорский (25 / 6), Ростислав Волошинович (24 / 4), Богдан Когут (24 / -24), Василий Билый (23 / 2), Михаил Сергийчук (17 / 4), Евгений Морозенко (13 / 1), Евгений Неплях (11 / 1), Вячеслав Лухтанов (10), Александр Ильющенков (10 / -8), Тарас Коблюк (8), Сергей Петько (7), Андрей Ралюченко (5), Вадим Страшкевич (3), Вадим Яворский (3), Ярема Кавацив (2), Валерий Лебедь (2), Брайт Барнор (1), Вадим Милько (1), Владимир Дмитренко (1) |
| Главный тренер — Владимир Мазяр (до 24.04.2017), Юрий Вирт (c 25.04.2017) |

## Результаты матчей
| Команда           | АРС | АВА | БУК | ВЕР | ГЕЛ | ГОР | ДЕС | ИЛЬ | ИНГ | КОЛ | НЕФ | НИК | ОБО | ПОЛ | СКА | СУМ | ТЕР | ЧЕР |
| ----------------- | --- | --- | --- | --- | --- | --- | --- | --- | --- | --- | --- | --- | --- | --- | --- | --- | --- | --- |
| Арсенал-Киев      |     | 0:3 | 0:1 | 0:0 | 1:0 | 2:0 | 1:2 | 0:3 | 3:0 | 3:3 | 2:1 | 1:0 | 2:1 | 0:1 | 5:4 | 1:1 | 4:0 | 0:0 |
| Авангард          | 0:2 |     | 1:1 | 1:0 | 1:1 | 0:1 | 0:2 | 2:1 | 1:1 | 0:1 | 1:0 | 2:0 | 3:1 | 1:0 | 2:0 | 0:2 | 2:0 | 0:1 |
| Буковина          | 0:2 | 0:0 |     | 0:1 | 1:1 | 2:0 | 0:1 | 0:2 | 0:1 | 2:3 | 2:2 | 2:0 | 0:0 | 0:2 | 1:0 | 1:0 | 4:0 | 0:0 |
| Верес             | 2:0 | 3:0 | 5:1 |     | 2:1 | 4:2 | 0:2 | 3:1 | 4:0 | 2:3 | 2:0 | 3:1 | 1:1 | 2:2 | 2:1 | 2:1 | 4:2 | 0:0 |
| Гелиос            | 1:0 | 0:0 | 1:0 | 2:1 |     | 0:1 | 0:1 | 0:2 | 1:0 | 0:0 | 1:0 | 2:0 | 0:0 | 1:0 | 1:0 | 1:0 | 4:1 | 2:1 |
| Горняк-Спорт      | 1:0 | 1:1 | 0:0 | 1:6 | 0:2 |     | 2:5 | 1:3 | 3:1 | 0:0 | 0:1 | 3:1 | 0:2 | 4:0 | 3:0 | 1:0 | 2:0 | 5:2 |
| Десна             | 5:1 | 2:0 | 0:0 | 0:0 | 1:1 | 2:0 |     | 3:1 | 1:0 | 0:4 | 1:0 | 3:1 | 2:2 | 0:1 | 3:0 | 0:0 | 2:0 | 1:1 |
| Ильичёвец         | 0:0 | 0:0 | 1:0 | 1:1 | 2:0 | 3:1 | 1:1 |     | 1:0 | 3:1 | 1:0 | 2:0 | 3:0 | 3:1 | 2:1 | 5:1 | +:- | 2:0 |
| Ингулец           | 2:1 | 2:3 | 1:1 | 1:2 | 0:0 | 2:0 | 1:2 | 1:1 |     | 0:0 | 1:3 | 1:0 | 0:1 | 1:0 | 1:0 | 1:3 | 3:0 | 1:1 |
| Колос             | 1:1 | 2:2 | 3:1 | 2:1 | 1:3 | 1:3 | 0:1 | 0:1 | 2:2 |     | 1:0 | 5:3 | 2:0 | 1:0 | 0:1 | 0:0 | 4:1 | 2:1 |
| Нефтяник-Укрнефть | 0:0 | 1:1 | 3:0 | 2:0 | 1:1 | 3:2 | 2:0 | 1:1 | 3:1 | 2:1 |     | 1:0 | 1:2 | 3:1 | 1:2 | 4:0 | 2:1 | 1:1 |
| Николаев          | 2:1 | 1:0 | 3:1 | 1:2 | 0:0 | 0:1 | 0:2 | 1:2 | 1:0 | 1:0 | 0:3 |     | 1:0 | 0:1 | 2:0 | 4:0 | 7:1 | 0:0 |
| Оболонь-Бровар    | 0:1 | 1:2 | 1:0 | 0:0 | 3:0 | 2:1 | 1:2 | 1:2 | 4:1 | 2:1 | 0:3 | 2:0 |     | 0:1 | 1:0 | 3:2 | 2:0 | 0:1 |
| Полтава           | 0:1 | 0:1 | 2:1 | 0:1 | 1:2 | 2:2 | 0:1 | 0:2 | 2:1 | 0:2 | 1:1 | 0:2 | 1:1 |     | 2:1 | 0:2 | 3:1 | 3:1 |
| Скала             | 1:1 | 0:1 | 0:3 | 0:3 | 0:1 | 3:2 | 2:5 | 0:1 | 0:1 | 1:2 | 0:0 | 0:0 | 2:2 | 3:1 |     | 0:4 | 1:0 | 0:0 |
| Сумы              | 1:1 | 0:0 | 2:0 | 0:2 | 0:0 | 1:1 | 0:0 | 0:2 | 1:1 | 1:2 | 1:2 | 1:2 | 1:1 | 1:3 | 2:1 |     | 1:1 | 1:0 |
| Тернополь         | 2:1 | 0:1 | 0:2 | 0:1 | 0:1 | 1:1 | 0:2 | 0:1 | 0:2 | 0:2 | 0:0 | 2:1 | 0:0 | 0:1 | 1:0 | 2:2 |     | 1:1 |
| Черкасский Днепр  | 1:0 | 1:0 | 2:0 | 3:0 | 1:0 | 2:2 | 1:0 | 1:2 | 0:2 | 0:0 | 1:0 | 0:0 | 1:0 | 0:1 | 2:1 | 0:2 | 3:0 |     |

### Плей-офф за место в Первой лиге
Согласно регламенту соревнований, между 15 командой Первой лиги и 4 командой Второй лиги предусмотрено плей-офф за место в Первой лиге.
| Сумы                              | 2:0 | Балканы |
| --------------------------------- | --- | ------- |
| Олейник 32′ · Яровенко 61′ (пен.) |     |         |

| Балканы    | 1:1 | Сумы               |
| ---------- | --- | ------------------ |
| Райчев 40′ |     | 84′ (пен.) Богачёв |

«Сумы» отстояли место в Первой лиге.

## Статистика

### Показатели посещаемости, дисциплинарных нарушений и среднего возраста футболистов
| #  | Команда           | Средняя | Дома | На выезде | Максимальная |
| -- | ----------------- | ------- | ---- | --------- | ------------ |
| 1  | Верес             | 2179    | 3277 | 1081      | 5658         |
| 2  | Ильичёвец         | 1606    | 1674 | 1538      | 5658         |
| 3  | Черкасский Днепр  | 1523    | 2030 | 1016      | 4950         |
| 4  | Буковина          | 1470    | 1934 | 1007      | 3945         |
| 5  | Авангард          | 1160    | 1226 | 1093      | 4633         |
| 6  | Скала             | 1077    | 698  | 1457      | 4650         |
| 7  | Оболонь-Бровар    | 1034    | 1089 | 980       | 2500         |
| 8  | Нефтяник-Укрнефть | 948     | 1095 | 801       | 2850         |
| 9  | Десна             | 942     | 505  | 1379      | 5200         |
| 10 | Николаев          | 924     | 693  | 1155      | 3000         |
| 11 | Ингулец           | 889     | 774  | 1004      | 4135         |
| 12 | Тернополь         | 872     | 864  | 879       | 4500         |
| 13 | Полтава           | 831     | 674  | 988       | 4550         |
| 14 | Горняк-Спорт      | 816     | 635  | 996       | 2611         |
| 15 | Колос             | 805     | 690  | 920       | 3100         |
| 16 | Арсенал-Киев      | 735     | 307  | 1163      | 3800         |
| 17 | Гелиос            | 706     | 568  | 845       | 3200         |
| 18 | Сумы              | 675     | 460  | 890       | 2600         |

| #  | Команда           | Средний возраст в заявке | Выходили на поле (количество) |
| -- | ----------------- | ------------------------ | ----------------------------- |
| 1  | Ильичёвец         | 25.3                     | 26.1 (363)                    |
| 2  | Десна             | 25.3                     | 26.9 (374)                    |
| 3  | Верес             | 24.9                     | 26.1 (374)                    |
| 4  | Гелиос            | 25.8                     | 28 (374)                      |
| 5  | Колос             | 25.4                     | 27.2 (374)                    |
| 6  | Нефтяник-Укрнефть | 24.7                     | 27.1 (367)                    |
| 7  | Авангард          | 24.4                     | 25.3 (374)                    |
| 8  | Черкасский Днепр  | 25.4                     | 26.2 (374)                    |
| 9  | Оболонь-Бровар    | 23.8                     | 27.2 (374)                    |
| 10 | Арсенал-Киев      | 24.8                     | 25.6 (374)                    |
| 11 | Горняк-Спорт      | 24.4                     | 25.8 (374)                    |
| 12 | Полтава           | 23.6                     | 25.1 (374)                    |
| 13 | Ингулец           | 27.4                     | 25.5 (374)                    |
| 14 | Николаев          | 24.1                     | 27.5 (374)                    |
| 15 | Сумы              | 25.1                     | 24.1 (374)                    |
| 16 | Буковина          | 23.7                     | 24.5 (367)                    |
| 17 | Скала             | 19.1                     | 22 (374)                      |
| 18 | Тернополь         | 23.5                     | 25.1 (363)                    |

## Индивидуальные достижения
| #  | Футболист            | Команда                 | Игры | Голы (пен.) | В ср. |
| -- | -------------------- | ----------------------- | ---- | ----------- | ----- |
| 1  | Руслан Степанюк      | Верес                   | 33   | 24 (5)      | 0,72  |
| 2  | Руслан Кисиль        | Ильичёвец               | 29   | 17 (1)      | 0,58  |
| 3  | Александр Бондаренко | Колос                   | 31   | 13          | 0,41  |
| 4  | Илья Коваленко       | Оболонь-Бровар/Десна    | 27   | 12 (2)      | 0,44  |
| 5  | Виктор Берко         | Николаев                | 31   | 12 (4)      | 0,38  |
| 6  | Александр Филиппов   | Десна                   | 23   | 11 (1)      | 0,47  |
| 7  | Леван Арвеладзе      | Нефтяник-Укрнефть/Десна | 31   | 10 (5)      | 0,32  |
| 8  | Александр Поздеев    | Колос                   | 33   | 10 (8)      | 0,3   |
| 9  | Адеринсола Эсеола    | Арсенал-Киев            | 16   | 9 (1)       | 0,56  |
| 10 | Руслан Фомин         | Ильичёвец               | 20   | 9           | 0,45  |

| #  | Футболист             | Команда                 | Пасы | Игры |
| -- | --------------------- | ----------------------- | ---- | ---- |
| 1  | Антон Котляр          | Верес                   | 13   | 29   |
| 2  | Денис Кожанов         | Ильичёвец               | 9    | 31   |
| 3  | Егор Картушов         | Десна                   | 8    | 34   |
| 3  | Артур Западня         | Верес                   | 8    | 34   |
| 5  | Джемаль Кизилатеш     | Арсенал-Киев            | 8    | 31   |
| 6  | Леван Арвеладзе       | Нефтяник-Укрнефть/Десна | 7    | 31   |
| 7  | Юрий Бровченко        | Оболонь-Бровар          | 7    | 32   |
| 8  | Ростислав Волошинович | Верес                   | 6    | 24   |
| 9  | Игорь Кириенко        | Горняк-Спорт/Десна      | 6    | 27   |
| 10 | Александр Лебеденко   | Ильичёвец/Полтава       | 6    | 31   |
| 11 | Андрей Ковалёв        | Николаев                | 6    | 32   |

| #  | Футболист            | Команда                 | Гол+пас | Г  | П  | И  |
| -- | -------------------- | ----------------------- | ------- | -- | -- | -- |
| 1  | Руслан Степанюк      | Верес                   | 26      | 24 | 2  | 33 |
| 2  | Руслан Кисиль        | Ильичёвец               | 20      | 17 | 3  | 29 |
| 3  | Леван Арвеладзе      | Нефтяник-Укрнефть/Десна | 17      | 10 | 7  | 31 |
| 3  | Денис Кожанов        | Ильичёвец               | 17      | 8  | 9  | 31 |
| 5  | Илья Коваленко       | Оболонь-Бровар/Десна    | 16      | 12 | 4  | 27 |
| 6  | Александр Филиппов   | Десна                   | 15      | 11 | 4  | 23 |
| 7  | Антон Котляр         | Верес                   | 15      | 2  | 13 | 29 |
| 8  | Александр Бондаренко | Колос                   | 15      | 13 | 2  | 31 |
| 9  | Игорь Кириенко       | Горняк-Спорт/Десна      | 13      | 7  | 6  | 27 |
| 10 | Виктор Берко         | Николаев                | 13      | 12 | 1  | 31 |
| 10 | Виталий Собко        | Авангард                | 13      | 8  | 5  | 31 |

| # | Футболист             | Команда          | Игры | Сухие |
| - | --------------------- | ---------------- | ---- | ----- |
| 1 | Константин Махновский | Десна            | 31   | 17    |
| 2 | Артур Денчук          | Авангард         | 34   | 14    |
| 3 | Орест Будюк           | Черкасский Днепр | 23   | 13    |
| 4 | Рустам Худжамов       | Ильичёвец        | 21   | 10    |
| 4 | Евгений Волынец       | Гелиос           | 19   | 10    |
| 4 | Назарий Федоривский   | Оболонь-Бровар   | 30   | 10    |

### Список игроков, забивавших четыре мяча в одной игре
| # | Дата       | Футболист     | Команда   | Соперник | Поле | Минуты         | Счет | *      |
| - | ---------- | ------------- | --------- | -------- | ---- | -------------- | ---- | ------ |
| 1 | 03.09.2016 | Руслан Кисиль | Ильичёвец | Сумы     | Д    | 25, 36, 40, 85 | 5:1  | [ 36 ] |

### Список игроков, забивавших три мяча в одной игре
| # | Дата       | Футболист       | Команда      | Соперник  | Поле | Минуты       | Счет | *      |
| - | ---------- | --------------- | ------------ | --------- | ---- | ------------ | ---- | ------ |
| 1 | 10.11.2016 | Руслан Степанюк | Верес        | Буковина  | Д    | 42, 64, 90+2 | 5:1  | [ 37 ] |
| 2 | 25.03.2017 | Вячеслав Рябов  | Колос        | Тернополь | Д    | 1, 4, 17     | 4:1  | [ 38 ] |
| 3 | 13.05.2017 | Андрей Шевчук   | Горняк-Спорт | Скала     | Д    | 10, 60, 65   | 3:0  | [ 39 ] |
| 4 | 13.05.2017 | Виктор Берко    | Николаев     | Колос     | Г    | 36, 46, 53   | 3:5  | [ 40 ] |

## Лауреаты сезона: персоналии

### По версииПФЛ
- Лучший тренер сезона — Александр Рябоконь (Десна)[41].
- Лучший футболист сезона — Руслан Степанюк (Верес)[41].
- Лучший бомбардир сезона — Руслан Степанюк (Верес)[41].
- Победитель конкурса «Честная игра» — Десна

### По версии Sportarena.com
Версия сборной сезона 2016/17 в Первой лиге
- Позиция «Вратарь»:
  - № 1 —  Рустам Худжамов (Ильичёвец)
  - № 2 —  Константин Махновский (Десна)
  - № 3 —  Артур Денчук[укр.] (Авангард)
- Позиция «Правый защитник»:
  - № 1 —  Денис Фаворов (Десна)
  - № 2 —  Ираклий Циколия (Нефтяник-Укрнефть)
  - № 3 —  Александр Насонов (Ильичёвец)
- Позиция «Центральный защитник»:
  - № 1 —  Сергей Лобойко[укр.] (Гелиос)
  - № 2 —  Вадим Мельник (Десна)
  - № 3 —  Сергей Борзенко (Верес)
- Позиция «Центральный защитник»:
  - № 1 —  Сергей Вакуленко (Ильичёвец)
  - № 2 —  Олег Тарасенко (Черкасский Днепр)
  - № 3 —  Сергей Яворский (Ильичёвец)
- Позиция «Левый защитник»:
  - № 1 —  Артур Западня (Верес)
  - № 2 —  Дмитрий Ульянов (Авангард) 
  - № 3 —  Богдан Кушниренко (Полтава)
- Позиция «Центральный полузащитник»:
  - № 1 —  Дмитрий Мишнёв (Ильичёвец)
  - № 2 —  Александр Поздеев (Колос)
  - № 3 —  Владимир Корольков (Горняк-Спорт)
- Позиция «Правый полузащитник»:
  - № 1 —  Денис Кожанов (Ильичёвец)
  - № 2 —  Антон Котляр (Верес)
  - № 3 —  Егор Картушов (Десна)
- Позиция «Атакующий полузащитник»:
  - № 1 —  Леван Арвеладзе (Нефтяник-Укрнефть — Десна)
  - № 2 —  Евгений Лозовой (Нефтяник-Укрнефть)
  - № 3 —  Джемаль Кизилатеш (Арсенал-Киев)
- Позиция «Левый полузащитник»:
  - № 1 —  Руслан Кисиль (Ильичёвец)
  - № 2 —  Илья Коваленко (Оболонь-Бровар — Десна)
  - № 3 —  Ростислав Волошинович[укр.] (Верес)
- Позиция «Нападающий»:
  - № 1 —  Руслан Степанюк (Верес)
  - № 2 —  Александр Филиппов (Десна)
  - № 3 —  Виктор Берко[укр.] (Николаев)
- Позиция «Нападающий»:
  - № 1 —  Александр Бондаренко (Колос)
  - № 2 —  Руслан Фомин (Ильичёвец)
  - № 3 —  Андрей Шевчук (Тернополь — Горняк-Спорт)

## Экипировка команд
Список производителей экипировки для команд первой лиги в сезоне 2016/17
| Бренд  | Команд | Клубы                                                      |
| ------ | ------ | ---------------------------------------------------------- |
| Joma   | 6      | Буковина, Колос, Оболонь-Бровар, Полтава, Скала, Тернополь |
| Nike   | 4      | Арсенал, Гелиос, Десна, Нефтяник-Укрнефть                  |
| Adidas | 3      | Горняк-Спорт, Ильичёвец, Сумы                              |
| Lotto  | 2      | Авангард, Черкасский Днепр                                 |
| Umbro  | 1      | Николаев                                                   |
| Kelme  | 1      | Верес                                                      |
| Swift  | 1      | Ингулец                                                    |